# Galaxias parvus
Galaxias parvus là một loài cá thuộc họ Galaxiidae. Đây là loài đặc hữu Australia.